# Oecetis montana
Oecetis montana är en nattsländeart som beskrevs av Georg Ulmer 1930. Oecetis montana ingår i släktet Oecetis och familjen långhornssländor. Inga underarter finns listade i Catalogue of Life.